# Hirokin (mjesec)
Hirokin (također Saturn XLIV) je prirodni satelit planeta Saturn otkriven 2004. godine. Vanjski je nepravilni satelit iz Nordijske grupe s oko 8 kilometara u promjeru i orbitalnim periodom od 914.292 dana. Nazvan je po divici Hirokin.